# Xenylla lesnei
Xenylla lesnei är en urinsektsart som beskrevs av Denis 1935. Xenylla lesnei ingår i släktet Xenylla och familjen Hypogastruridae. Inga underarter finns listade i Catalogue of Life.